# 銚子空襲

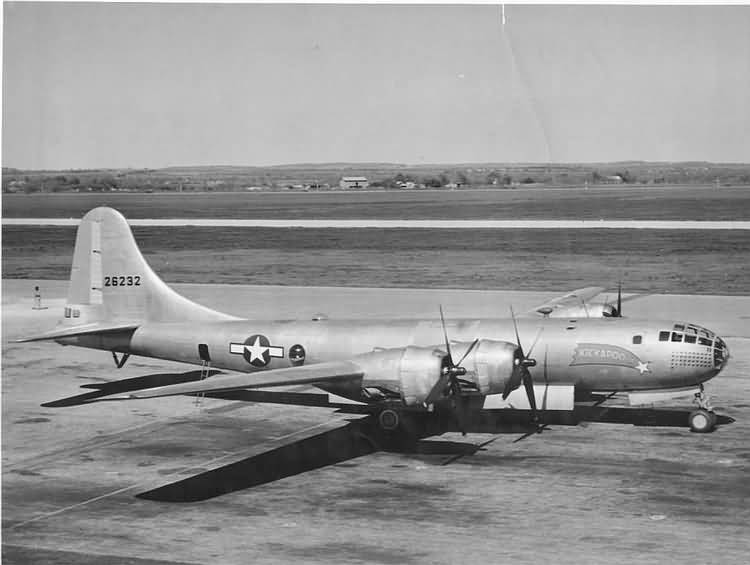
ボーイングB-29戦略爆撃機

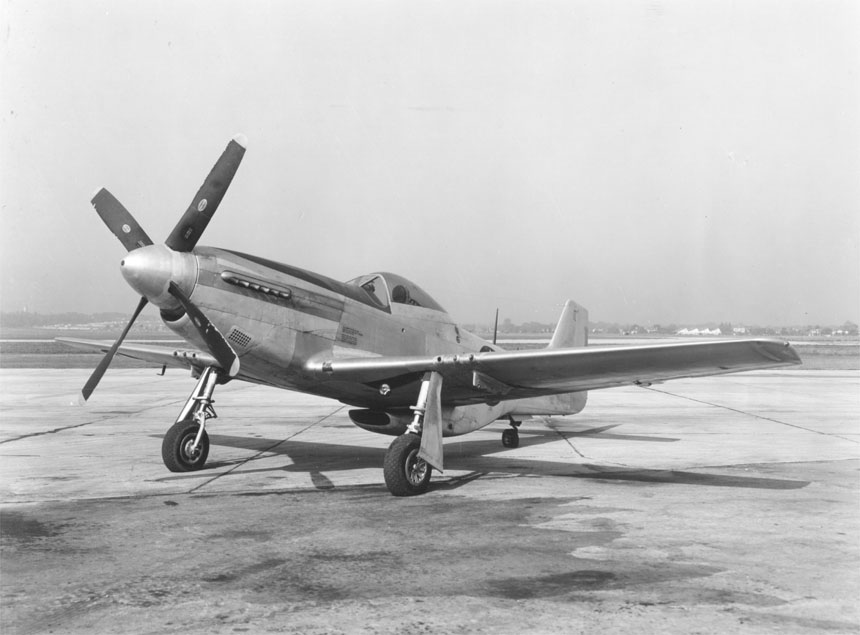
アメリカ陸軍戦闘機／P-51D

銚子空襲（ちょうしくうしゅう）は、第二次世界大戦中アメリカ軍により行われた千葉県銚子市に対する空襲のうち、1945年（昭和20年）7月19日に行われた空襲である。ボーイングB29・91機の編隊によって攻撃され、1,181名の死傷者が出た。

## 解説
当時のアメリカ軍の資料によると銚子空襲は、東京（首都）への食料供給の重要拠点の壊滅を狙い空襲が加えられた。
銚子をはじめとする太平洋沿岸の港町は、硫黄島から飛来したP-51や空母から発艦したF4U コルセアによって機銃掃射を受けており、その様子は実写フィルムが残されており、見ることができる。

## 銚子空襲が登場する作品
- 『澪つくし』（NHK連続テレビ小説）

## 関連事項
- 空襲
- 戦略爆撃
- 灯火管制
- 防空壕